# تنیس در المپیک تابستانی ۱۹۰۰
تنیس در بازی‌های المپیک تابستانی ۱۹۰۰ نام رویداد ورزش تنیس در بازی‌های المپیک تابستانی بود که در سال ۱۹۰۰ برگزار شد.

## کشورهای شرکت کننده
در این مسابقات ۲۶ ورزشکار از ۴ کشور به رقابت با یک دیگر پرداختند.
- بوهم (۱)
- فرانسه (۱۴)
- بریتانیای کبیر (۶)
- ایالات متحده آمریکا (۵)

## جدول مدال‌ها
| رتبه  | کشور                      | طلا | نقره | برنز | مجموع |
| ۱     | بریتانیای کبیر (GBR)      | ۴   | ۱    | ۳    | ۸     |
| ۲     | فرانسه (FRA)              | ۰   | ۱    | ۱    | ۲     |
| ۳     | ایالات متحده آمریکا (USA) | ۰   | ۰    | ۱    | ۱     |
| ۳     | بوهم (BOH)                | ۰   | ۰    | ۱    | ۱     |
|       |                           |     |      |      |       |
|       | تیم مختلط (ZZX)           | ۰   | ۲    | ۲    | ۴     |
|       |                           |     |      |      |       |
| مجموع | مجموع                     | ۴   | ۴    | ۸    | ۱۶    |